# Società Sportiva Juventus Roma
La Società Sportiva Juventus fou un club de futbol de la ciutat de Roma (Itàlia).

## Història
El club nasqué el 2 de juny de 1905. Es considera que tant el nom com els colors del club, negre amb coll blanc, s'inspiraren en el club Juventus FC de Torí que, aquell temps, havia guanyat el seu primer scudetto nacional. Els seus seguidors pertanyien principalment als barris populars de Monti i Esquilino.
El primer terreny de joc del club fou a la Piazza d'Armi de la capital. L'any 1907 disputà el campionat romà de segona categoria organitzat per la Federació Italiana de Futbol. El 1909-10 prengué part del campionat romà de tercera categoria on acabà tercer de quatre participants. Les dues temporades successives es classificà segona (1910-11) i tercera (1911-12). Durant aquest període es va veure reforçat per jugadors d'un altre equip de la ciutat, la Virtus, que va néixer el 1903, després d'una escissió dins de la Lazio, i que es va dissoldre el 1910.
El 1912 la FIGC decideix començar el torneig regional del sud (fins aleshores a la màxima categoria només hi participaven clubs del nord) i el campionat del Laci de III categoria esdevé de I categoria. A més dels clubs del Laci disputen el campionat del sud clubs de la Toscana i la Campània. El campió del sud s'enfrontarà al campió del nord pel títol nacional. En aquest primer campionat la Juventus acabà segona al grup del Laci.
L'any 1919, la SS Juventus es fusionà amb l'Audax Roma, canviant la denominació a CR Juventus Audax. La nova societat passa a jugar a un terreny de joc de la Farnesina, a la via Napoli (Viminale). Les millors classificacions de l'equip foren una tercera posició el 1920-21 i una segona el 1921-22. El juliol de 1925 la societat es desfé. No obstant, el 1923, alguns socis disconformes amb la fusió havien creat de nou el club, que recuperà el nom original de l'entitat després de la dissolució del C.R.J.A. El nou club participà en el Campionat Meridional de 1928-29, on en finalitzar el mateix baixà a segona divisió.
A més del futbol, el club practicà esports com la boxa i el rugbi a 15. La societat participà amb una secció de rugbi a 15 al campionat italià de 1945-46, acabant en tercera posició del grup romà. La secció de futbol disputà el 1945 el campionat de Sèrie C Sud. Desaparegué definitivament el 1946 quan es fusionà amb el club Almas Roma.